# Мамедзаде, Джалил
Джалил Мамедзаде (азерб. Cəlil Məmmədzadə; 2 [14] декабря 1888, Шуша, Шушинский уезд, Елизаветпольская губерния, Российская империя — 8 июня 1934, Баку, Азербайджанская ССР, ЗСФСР, СССР) — азербайджанский государственный деятель, комиссар Азербайджана на территории Украины (1918-1919), секретарь народного комиссара общественного обеспечения Азербайджанской ССР (1920-1921), заместитель народного комиссара просвещения Азербайджанской ССР (1923-1928), редактор журнала «Просвещение и культура» (1924-1926), директор «Азернешр», декан педагогического факультета Азербайджанского государственного университета (бывший высший мужской педагогический институт) (1926-1928), заведующий организационным отделом гянджинского окружного комитета АКП(б)п (1929-1932), руководитель отдела советского строительства азербайджанской центральной контрольной комиссии и рабоче-крестьянской инспекции (1932-1934).

## Биография
Родился 14 декабря (2 декабря по старому календарю) 1888 года в Шуше в купеческой семье.
1 октября 1906 года поступил в частную гимназию Петра Великого в Киеве, где 30 июня 1909 года окончил 8 классов. После окончания школы учился на медицинском факультете Университета Святого Владимира в Киеве с 1909 по 1 мая 1910 года. Летом 1910 года перешел на химический факультет Киевского политехнического института, где учился на регулярной основе до 1914 года, но в том же году был отчислен из вуза за неуплату платы за обучение. В 1917 году закончил высшее образование. Живя в Киеве, отличался общественно-политической активностью. Был одним из активных членов «организации мусульманских студентов Киева».
После Февральской революции 1917 года остался в Киеве. 10 октября 1918 года азербайджанцы, проживающие на территории Украины, учредили свою управленческую организацию «комиссариат Азербайджана на территории Украины», которая была направлена на защиту прав и интересов азербайджанцев, проживающих на территории Украины. На учредительном собрании Джалиль Мамедзаде был избран комиссаром, Юсиф Салехов — его помощником, а Мирджалал Миртагиев и Джахангир Гамзаев выполняли роль секретарей. После лета 1918 года, до установления официальных отношений между Азербайджанской Демократической Республикой и Украинской Народной Республикой и назначения послом Азербайджана, комиссар Джалиль Мамедзаде исполнял обязанности официального представителя правительства Азербайджана в этой стране. До весны 1920 года жил в Киеве и работал секретарем иранского консульства.
В 1920 году его встреча в Москве со своим однокурсником Мохсуном Исрафилбековым (Гадирли) привела к его склонности к большевизму. В то время Мохсун Кадыри занимал должность начальника политического управления Народного комиссариата Военно-морских дел Азербайджана. В 1920 году он приезжает в Баку и сотрудничает с новой властью. Работал заведующим отделом культуры при Политуправлении Азербайджанской ССР (июнь 1920-декабрь 1920). Он также играет важную роль в политической подготовке 120 человек в качестве лектора партийных курсов. В совершенстве владеет русским и украинским языками. Мамедзаде читает на партийных политических курсах лекции по истории революционного движения, основам политической экономии. Отличался общественно-политической активностью. Мамедзаде принят в ряды большевистской партии 17 июля 1920 года. С 5 декабря 1920 года по 5 ноября 1921 года был личным секретарем народного комиссара социального обеспечения.
В феврале 1921 года командирован в Москву для расширения связей с Россией по общественному обеспечению, а оттуда в Киев для доставки семьи в Баку. В связи с болезнью матери в Киеве ему приходится пробыть там три месяца. В это же время в Киевском областном комитете КП(Б)Украины были созданы «Восточный отдел» и «клуб трудящихся Востока». В 1923 году назначен заместителем секретаря Бакинского отдела ЦК КП(Б)Азербайджана. Некоторое время работал в управлении делами Совета Народных Комиссаров Азербайджанской ССР.
В 1924—1926 годах он также был ответственным секретарем (редактором) журнала «Maarif və mədəniyyət» (ныне «Азербайджан»), сыгравшего важную роль в распространении просвещения и культуры в стране, осуществлении культурной революции, ликвидации неграмотности. В те годы, когда он был редактором, профессор Петр Фридолин и Ахмед Пепинов были членами редколлегии. Под его редакцией журнал выходил с 1924 по 1926 года.
16 июля 1926 года Совет Народных Комиссаров Азербайджанской ССР принял постановление «О реорганизации высшего педагогического института». В конце 1926—1927 учебного года, в начале 1927—1928 учебного года Высший педагогический мужской институт и Высший педагогический женский институт были объединены с педагогическим факультетом Азербайджанского государственного университета. Первым деканом объединенного факультета стал Джалил Мамедзаде.
Прославился как один из ярых сторонников латинизации азербайджанского языка. Ещё в 1922 году он совместно с другими авторами подготовил учебник «Новый тюркский алфавит». На 3-м съезде учителей Азербайджанской ССР, созванном 25 мая 1925 года в Баку, заместитель народного комиссара просвещения Джалиль Мамедзаде выступил с докладом, в котором предположил, что в школах уже пора переходить на новый латинский алфавит, и призвал всех представителей съезда оказать помощь в реализации нового алфавита.
Джалиль Мамедзаде был одним из организаторов Первого Всесоюзного Тюркологического съезда и членом частной комиссии, которая отбирала представителей от Азербайджана. С 26 февраля по 5 марта 1926 года участвовал в Тюркологическом съезде в Баку в качестве представителя Общества изучения и применения Азербайджана, был избран председателем мандатной комиссии, выступил с докладом «о системах алфавитов тюркских народов».
В 1929—1932 годах Джалиль Мамедзаде в качестве заведующего Организационным отделом Гянджинского окружного комитета КП(б)Азербайджана руководил строительными и реконструкционными работами в городе. Позже становится руководителем социокультурной группы ЦК КП(Б)Азербайджана. С января 1932 года до конца жизни работал в должности начальника отдела советского строительства Центральной контрольной комиссии и Рабоче-крестьянской инспекции Азербайджана и в аппарате уполномоченного комиссии по Советскому контролю. Отличался широкой общественно-политической и культурно-просветительской деятельностью. Был членом Бакинского городского комитета КП(б)Азербайджана в 1922—1924 годах, членом Бакинского совета в 1923—1928 годах, членом Пленума и Президиума ЦК КП(б)Азербайджана с 1932 года, членом Совета Народных Комиссаров азербайджанского Советского Союза, коллегии Народного Комиссариата просвещения. Избирался кандидатом в члены Центрального Исполнительного комитета Азербайджанской ССР.
Умер 8 июня 1934 года в Баку после продолжительной болезни.